# سیارک ۱۳۰۰۱
سیارک ۱۳۰۰۱ (به انگلیسی: 13001 Woodney، نامگذاری:1981VL) سیزده هزار و یکمین سیارک کشف شده‌است که در ۲ نوامبر ۱۹۸۱ کشف شد.
قدر مطلق سیارک برابر ۱۴٫۵۰ است.